# Тимоти Маквеј
Тимоти Џејмс Маквеј (енгл. Timothy James McVeigh; Локпорт, 23. април 1968 — Тере Хоут, 11. јун 2001) је био амерички терориста који је активирао камион-бомбу испред федералне зграде Алфред П. Мара у Оклахома Ситију 19. априла 1995. У нападу је погинуло 168 људи, а повређено више од 800. То је био најсмртоноснији акт тероризма у Сједињеним Америчким Државама пре терористичких напада 11. септембра 2001.
Маквеј, симпатизер милицијских покрета, светио се влади САД због њеног вођења опсаде Маунт Кармела, која је завршила смрћу 76 људи тачно две године пре постављања бомбе у Оклахома Ситију, као и за инцидент Руби Риџ из 1992. Маквеј се надао да ће инспирисати устанак против оного што је сматрао да је тиранија владе САД. Маквеј је осуђен за 11 савезних прекршаја и осуђен на смрт. Његово погубљење је одржано 11. јуна 2001. на савезном поправном комплексу у Тере Хоуту, у Индијани.